# Docirava distata
Docirava distata là một loài bướm đêm trong họ Geometridae.